# Opel Omega B
Opel Omega B var en øvre mellemklassebil fra Opel, der som efterfølger for Omega A blev produceret mellem starten af 1994 og midten af 2003.

## Modelhistorie

### Generelt
Den 29. april 1994 kom Omega B på markedet, efter at produktionen var begyndt i januar måned samme år. Bilens afrundede form mindede om den af søstermærket Cadillac i år 1990 præsenterede konceptbil Aurora. Omega B var udstyret med airbagsystem. Også undervognen blev forstærket.
Basismotoren var den fra forgængeren genbrugte 2,0-litersmotor med 85 kW (115 hk), dertil kom en 16-ventilet version med 100 kW (136 hk). De hidtidige sekscylindrede rækkemotorer blev afløst af nyudviklede V6-motorer, en 2,5-liters med 125 kW (170 hk) samt i topmodellen MV6 en 3,0-liters med 155 kW (211 hk).
På dieselsiden fandtes de første år en 2,5-liters turbodiesel (sekscylindret rækkemotor) fra BMW af type M51-D25, dog med 96 kW (130 hk) i stedet for de 105 kW (143 hk) i BMW 325/525tds. Senere tilkom en 2,0-liters 16V-dieselmotor med direkte indsprøjtning og 74 kW (100 hk). Indsprøjtningspumpe og knastaksel blev på denne motor trukket af to adskilte styrekæder. På trods af 16 ventiler havde motoren kun én overliggende knastaksel.
De nye V6-motorer havde aluminiumstopstykker med fire ventiler pr. cylinder. Hertil kom "Multiram-systemet", som afhængigt af motorens omdrejningstal kunne variere indsugningsmanifoldens længde i flere trin, hvilket specielt ved lave omdrejningstal øgede drejningsmomentet. V6-motorernes kompakte og korte byggeform gjorde dem også egnet til tværliggende montering i forhjulstrukne biler. Dermed blev 2,5-litersmotoren også monteret i Vectra og Calibra samt Saab 900, og 3,0-litersmotoren i Saab 9000.
- Bagfra
- Opel Omega Caravan (1994–1999)

### Facelift
I august 1999 gennemgik Omega et stort facelift, internt også betegnet Omega B2. Såvel fronten som bagenden blev modificeret ligesom kabinen. De fleste kromlister bortfaldt, og kofangere og sidelister blev lakeret i bilens farve. Der kom nye udstyrsvarianter, og MV6 udgik. Topmodellen hed nu "Executive" og havde næsten alt, hvad ekstraudstyrslisten omfattede: Læderindtræk, el-justerbare sæder, xenonlys, fartpilot, radio med cd-skifter og telefon. Ekstraudstyrslisten til Executive omfattede stort set kun soltag og metallak.
Med faceliftet fulgte også en ny basismotor på 2,2 liter med 106 kW (144 hk), og samtidig udgik begge 2,0-litersmotorerne.
I efteråret 2000 skulle en såkaldt "over-Omega" med 5,7-liters V8-motor med 230 kW (312 hk) have været introduceret. Modellen blev dog trukket tilbage få uger før den planlagte introduktion, da gearkasseproblemer ikke kunne løses. Motoren (kode Y57XE) havde et maksimalt drejningsmoment på 450 Nm. Efter inofficielle angivelser blev der produceret 32 Omega V8 i serieproduktion, som blev indsat som testbiler og stadigvæk eksisterer i dag, men er ejet af Opel selv.
Samtidig blev V6-motoren på 2,5 liter afløst af en 2,6-litersmotor med 132 kW (180 hk), og en 2,2-liters dieselmotor med 88 kW (120 hk) blev tilføjet modelprogrammet.
Den nye topmotor var fra foråret 2001 en 3,2-liters V6-motor med 160 kW (218 hk), som afløste 3,0'eren og kun fandtes med automatgear (med undtagelse af myndighedsbiler). Den første commonrail-dieselmotor kom i sommeren 2001 med en ligeledes fra BMW indkøbt 2,5-liters sekscylindret motor af type M57-D25. Den grundet monteringen af en anden knastaksel neddroslede motor ydede 110 kW (150 hk) i stedet for de 120 kW (163 hk) i BMW 525d.
- Opel Omega (1999–2003)
- Bagfra
- Opel Omega Caravan (1999–2003)
- Kabine

### Indstilling af produktionen
Den 24. juni 2003 forlod en sølvfarvet Omega B 3,2 V6 samlebåndet som den definitivt sidste Omega. På ni år var der blevet fremstillet 797.011 eksemplarer af Omega B. Dermed sluttede en æra hos Opel, hvor Omega var den sidste Opel-model i klassisk byggeform med frontmotor og baghjulstræk. Også den traditionelle byggeform som firedørs sedan blev på grund af manglende succes opgivet i denne klasse.
Den nye Signum skulle have afløst Omega, men selv om den havde større nytteværdi og komfort til lavere priser, blev den blandt andet på grund af platformstørrelsen og den stationcarlignende silhuet betragtet som en ny biltype.
Stationcarversionen blev afløst af Vectra C Caravan, som ligesom Signum havde en i forhold til sedanversionen af Vectra 13 cm større akselafstand, hvilket positionerede disse to modeller over denne. Det tyske Kraftfahrt-Bundesamt placerede såvel Signum som Vectra Caravan i den store mellemklasse.
Med prototypen Insignia viste Opel i efteråret 2003 en mulig løsning på en efterfølger for Omega, som dog igen blev forkastet.
Navnet Insignia er siden november 2008 blevet benyttet til efterfølgeren for den store mellemklassebil Vectra, som også i sedanversionen størrelsesmæssigt er rykket i retning mod Omega.

## Varianter i udlandet
I Storbritannien blev bilen solgt som Vauxhall Omega. Også Vauxhall-modellerne blev bygget i Rüsselsheim.
På det amerikanske marked blev Omega mellem sommeren 1996 og efteråret 2001 solgt under navnet Cadillac Catera. Da Catera også blev bygget i Rüsselsheim, skulle den profitere af et godt ry ("Made in Germany"). Udefra adskilte Catera sig hovedsageligt fra Omega gennem en anden kølergrill, modificerede kofangere såvel som ændrede baglygter og en anden midterkonsolindsats med fast integreret kassetteradio og klimastyring. Teknisk set var modellerne identiske, men Catera fandtes kun med 3,0- (senere 3,2-) liters V6-motoren.
I Australien (under mærkenavnet Holden) blev Omega i tydeligt modificeret form bygget frem til sommeren 2006 med V6- og V8-motorer. Der hed den dog ikke Omega, men derimod Commodore, Berlina eller Calais afhængigt af udstyr.
Ud over sedan og stationcar fandtes der flere karrosserivarianter: Limousine med forlænget akselafstand (Statesman/Caprice), SUV-stationcar (Adventra), to- og firedørs pickup (Ute/Crewman) og todørs coupé (Monaro). Monaro blev i let modificeret form solgt i USA som Pontiac GTO og i Storbritannien som Vauxhall Monaro. Coupéen fandtes kun med V8-motor. I 2006 blev Holden-modellerne afløst af nyudviklinger bygget på GM Zeta-platformen.

## Tekniske data

### Benzinmotorer
|                                                | 2.0i                              | 2.0i 16V                         | 2.2i 16V                         | 2.5i V6                           | 2.6i V6                           | 3.0i V6                           | 3.2i V6                | 5.7i V8                  |
| Byggeperiode                                   | 1/1994−8/1999                     | 1/1994−8/1999                    | 8/1999−6/2003                    | 1/1994−10/2000                    | 10/2000−6/2003                    | 4/1994−2/2001                     | 2/2001−6/2003          | Ikke serieproduceret     |
| Motordata                                      |                                   |                                  |                                  |                                   |                                   |                                   |                        |                          |
| Motorkode                                      | X20SE (L96)                       | X20XEV (L34)                     | Y/Z22XE (LA9)                    | X25XE (L80)                       | Y26SE (LY9)                       | X30XE (L81)                       | Y32SE (LA3)            | Y57XE (LS1)              |
| Motortype                                      | R4-benzinmotor                    | R4-benzinmotor                   | R4-benzinmotor                   | V6-benzinmotor                    | V6-benzinmotor                    | V6-benzinmotor                    | V6-benzinmotor         | V8-benzinmotor           |
| Antal ventiler pr. cylinder                    | 2                                 | 4                                | 4                                | 4                                 | 4                                 | 4                                 | 4                      | 2                        |
| Ventilstyring                                  | OHC, tandrem                      | DOHC, tandrem                    | DOHC, tandrem                    | 2 × DOHC, tandrem                 | 2 × DOHC, tandrem                 | 2 × DOHC, tandrem                 | 2 × DOHC, tandrem      | Central knastaksel, kæde |
| Fødesystem                                     | Multipoint                        | Multipoint                       | Multipoint                       | Multipoint                        | Multipoint                        | Multipoint                        | Multipoint             | Multipoint               |
| Trykladning                                    | –                                 | –                                | –                                | –                                 | –                                 | –                                 | –                      | –                        |
| Køling                                         | Vandkøling                        | Vandkøling                       | Vandkøling                       | Vandkøling                        | Vandkøling                        | Vandkøling                        | Vandkøling             | Vandkøling               |
| Boring × slaglængde                            | 86,0 × 86,0 mm                    | 86,0 × 86,0 mm                   | 86,0 × 94,6 mm                   | 81,6 × 79,6 mm                    | 83,2 × 79,6 mm                    | 86,0 × 85,0 mm                    | 87,5 × 88,0 mm         |                          |
| Slagvolume                                     | 1998 cm³                          | 1998 cm³                         | 2198 cm³                         | 2498 cm³                          | 2597 cm³                          | 2962 cm³                          | 3175 cm³               | 5650 cm³                 |
| Kompressionsforhold                            | 10,0:1                            | 10,8:1                           | 10,5:1                           | 10,8:1                            | 10,0:1                            | 10,8:1                            | 10,0:1                 |                          |
| Maks. effekt ved omdr./min.                    | 85 kW (115 hk) 5200               | 100 kW (136 hk) 5600             | 106 kW (144 hk) 5800             | 125 kW (170 hk) 6000              | 132 kW (180 hk) 6000              | 155 kW (211 hk) 6200              | 160 kW (218 hk) 6000   | 228 kW (310 hk) 5600     |
| Maks. drejningsmoment ved omdr./min.           | 172 Nm 2800                       | 185 Nm 4000                      | 205 Nm 4000                      | 227 Nm 3200                       | 240 Nm 3400                       | 270 Nm 3600                       | 290 Nm 3400            | 450 Nm 4400              |
| Kraftoverførsel                                |                                   |                                  |                                  |                                   |                                   |                                   |                        |                          |
| Drivende hjul                                  | Baghjul                           | Baghjul                          | Baghjul                          | Baghjul                           | Baghjul                           | Baghjul                           | Baghjul                | Baghjul                  |
| Gearkasse (standardudstyr)                     | 5-trins manuel                    | 5-trins manuel                   | 5-trins manuel                   | 5-trins manuel                    | 5-trins manuel                    | 5-trins manuel                    | 4-trins automatisk     | 4-trins automatisk       |
| Gearkasse (ekstraudstyr)                       | 4-trins automatisk                | 4-trins automatisk               | 4-trins automatisk               | 4-trins automatisk                | 4-trins automatisk                | 4-trins automatisk                | –                      | –                        |
| Præstationer (Sedan)1                          |                                   |                                  |                                  |                                   |                                   |                                   |                        |                          |
| Topfart                                        | 195 km/t (188 km/t)               | 210 km/t (195 km/t)              | 210 km/t (206 km/t)              | 223 km/t (218 km/t)               | 229 km/t (224 km/t)               | 240 km/t (235 km/t)               | (240 km/t)             | (250 km/t)               |
| Acceleration 0-100 km/t                        | 13,0 sek. (14,0 sek.)             | 11,0 sek. (13,0 sek.)            | 10,5 sek. (11,5 sek.)            | 9,5 sek. (11,5 sek.)              | 9,5 sek. (10,5 sek.)              | 8,8 sek. (9,8 sek.)               | (9,0 sek.)             | (6,9 sek.)               |
| Brændstofforbrug pr. 100 km ved blandet kørsel | 9,9 liter (10,4 liter) Blyfri 95  | 9,7 liter (10,7 liter) Blyfri 95 | 9,6 liter (10,1 liter) Blyfri 95 | 10,9 liter (11,7 liter) Blyfri 95 | 10,7 liter (11,5 liter) Blyfri 95 | 11,2 liter (12,0 liter) Blyfri 95 | (11,8 liter) Blyfri 95 |                          |
| Præstationer (Caravan)1                        |                                   |                                  |                                  |                                   |                                   |                                   |                        |                          |
| Topfart                                        | 187 km/t (177 km/t)               | 202 km/t (187 km/t)              | 202 km/t (198 km/t)              | 215 km/t (210 km/t)               | 221 km/t (216 km/t)               | 232 km/t (227 km/t)               | (232 km/t)             | –                        |
| Acceleration 0-100 km/t                        | 14,0 sek. (15,0 sek.)             | 11,5 sek. (14,0 sek.)            | 11,0 sek. (12,5 sek.)            | 10,0 sek. (12,0 sek.)             | 10,0 sek. (11,0 sek.)             | 9,3 sek. (10,3 sek.)              | (9,5 sek.)             | –                        |
| Brændstofforbrug pr. 100 km ved blandet kørsel | 10,0 liter (10,5 liter) Blyfri 95 | 9,7 liter (10,7 liter) Blyfri 95 | 9,8 liter (10,3 liter) Blyfri 95 | 11,0 liter (11,7 liter) Blyfri 95 | 10,9 liter (11,6 liter) Blyfri 95 | 11,2 liter (12,1 liter) Blyfri 95 | (11,9 liter) Blyfri 95 | –                        |

Samtlige benzinmotorer er E10-kompatible.

### Dieselmotorer
|                                                | 2.0 DTI                   | 2.2 DTI                   | 2.5 TD                        | 2.5 DTI                      |            |
| Byggeperiode                                   | 9/1997−9/2000             | 10/2000−6/2003            | 4/1994−8/2000                 | 8/2001−6/2003                |            |
| Motordata                                      |                           |                           |                               |                              |            |
| Motorkode                                      | X20DTH (LD1)              | Y22DTH (LL9)              | (X)25DT (L93) hhv. M51D25 OL1 | Y25DT (L14) hhv. M57D251     |            |
| Motortype                                      | R4-dieselmotor            | R4-dieselmotor            | R6-dieselmotor                | R6-dieselmotor               |            |
| Antal ventiler pr. cylinder                    | 4                         | 4                         | 2                             | 4                            |            |
| Ventilstyring                                  | OHC, kæde                 | OHC, kæde                 | OHC, kæde                     | DOHC, kæde                   | DOHC, kæde |
| Fødesystem                                     | Direkte                   | Direkte                   | Hvirvelkammer                 | Commonrail                   |            |
| Trykladning                                    | Turbolader, ladeluftkøler | Turbolader, ladeluftkøler | Turbolader, ladeluftkøler     | Turbolader, ladeluftkøler    |            |
| Køling                                         | Vandkøling                | Vandkøling                | Vandkøling                    | Vandkøling                   |            |
| Boring × slaglængde                            | 84,0 × 90,0 mm            | 84,0 × 98,0 mm            | 80,0 × 82,8 mm                | 80,0 × 82,8 mm               |            |
| Slagvolume                                     | 1995 cm³                  | 2171 cm³                  | 2497 cm³                      | 2497 cm³                     |            |
| Kompressionsforhold                            | 18,5:1                    | 18,5:1                    | 22,5:1                        | 17,5:1                       |            |
| Maks. effekt ved omdr./min.                    | 74 kW (100 hk) 4300       | 88 kW (120 hk) 4000       | 96 kW (130 hk) 4500           | 110 kW (150 hk) 4000         |            |
| Maks. drejningsmoment ved omdr./min.           | 205 Nm 1650               | 280 Nm 1600               | 250 Nm 2200                   | 300 Nm 1700                  |            |
| Kraftoverførsel                                |                           |                           |                               |                              |            |
| Drivende hjul                                  | Baghjul                   | Baghjul                   | Baghjul                       | Baghjul                      |            |
| Gearkasse (standardudstyr)                     | 5-trins manuel            | 5-trins manuel            | 5-trins manuel                | 5-trins manuel               |            |
| Gearkasse (ekstraudstyr)                       | –                         | –                         | 4-trins automatisk            | 5-trins automatisk           |            |
| Præstationer (Sedan)2                          |                           |                           |                               |                              |            |
| Topfart                                        | 186 km/t                  | 195 km/t                  | 200 km/t (195 km/t)           | 208 km/t (206 km/t)          |            |
| Acceleration 0-100 km/t                        | 15,0 sek.                 | 12,5 sek.                 | 12,0 sek. (12,5 sek.)         | 10,5 sek. (11,0 sek.)        |            |
| Brændstofforbrug pr. 100 km ved blandet kørsel | 6,9 liter Diesel          | 7,1 liter Diesel          | 7,3 liter Diesel              | 7,6 liter (8,6 liter) Diesel |            |
| Præstationer (Caravan)2                        |                           |                           |                               |                              |            |
| Topfart                                        | 180 km/t                  | 190 km/t                  | 195 km/t (190 km/t)           | 200 km/t                     |            |
| Acceleration 0-100 km/t                        | 16,0 sek.                 | 13,0 sek.                 | 13,0 sek. (13,5 sek.)         | 11,0 sek. (11,5 sek.)        |            |
| Brændstofforbrug pr. 100 km ved blandet kørsel | 7,2 liter Diesel          | 7,3 liter Diesel          | 7,7 liter Diesel              | 7,8 liter (8,7 liter) Diesel |            |

## Sikkerhed
Det svenske forsikringsselskab Folksam vurderer flere forskellige bilmodeller ud fra oplysninger fra virkelige ulykker, hvorved risikoen for død eller invaliditet i tilfælde af en ulykke måles. I rapporterne Hur säker är bilen? er/var Omega B klassificeret som følger:
- 2001: Mindst 20% bedre end middelbilen[10]
- 2003: Mindst 15% bedre end middelbilen[11]
- 2005: Mindst 15% bedre end middelbilen[12]
- 2007: Som middelbilen[13]
- 2009: Mindst 20% bedre end middelbilen[14]
- 2011: Som middelbilen[15]
- 2013: Mindst 20% bedre end middelbilen[16]
- 2015: Som middelbilen[17]
- 2017: Som middelbilen[18]